# 诺孕烯酮
诺孕烯酮（或译为去甲孕三烯酮，商品名: Ogyline, Planor, Miniplanor 等）是一种甾体药物，分子式C20H22O2，由法国药企Roussel Uclaf开发，可用作复合口服避孕药，常与炔雌醇联用。